# Sázava
Sázava es una pequeňa ciudad en el centro de la República Checa. Está situada en el departamento de Kutná Hora. Tiene unos 3700 habitantes. La mayoría de la población trabaja en una compañía que produce artículos de cristal. Por la ciudad pasa el río Sázava famoso entre los checos, porque les gusta hacer paseos en este río que desemboca al Moldava.
Destaca el Monasterio de Sázava, que fue establecido en 1032 por Bretislao I de Bohemia en el santuario de Procopio de Sázava. Este monasterio fue el cuarto monasterio checo, pero los monjes practicaban la liturgia eslavónica. Durante las guerras husitas terminó el establecimiento de la iglesia gótica y durante el siglo XVIII el convento desapareció.
- Datos: Q1000475
- Multimedia: Sázava (Benešov District) / Q1000475